# Château de Kybourg
Le château de Kybourg, dont les premières traces remontent au XIe siècle, se trouve au milieu du village de Kybourg en Suisse, près de Winterthour. Il domine la vallée de la Töss du haut de la colline qui abrite le bourg. 

## Histoire

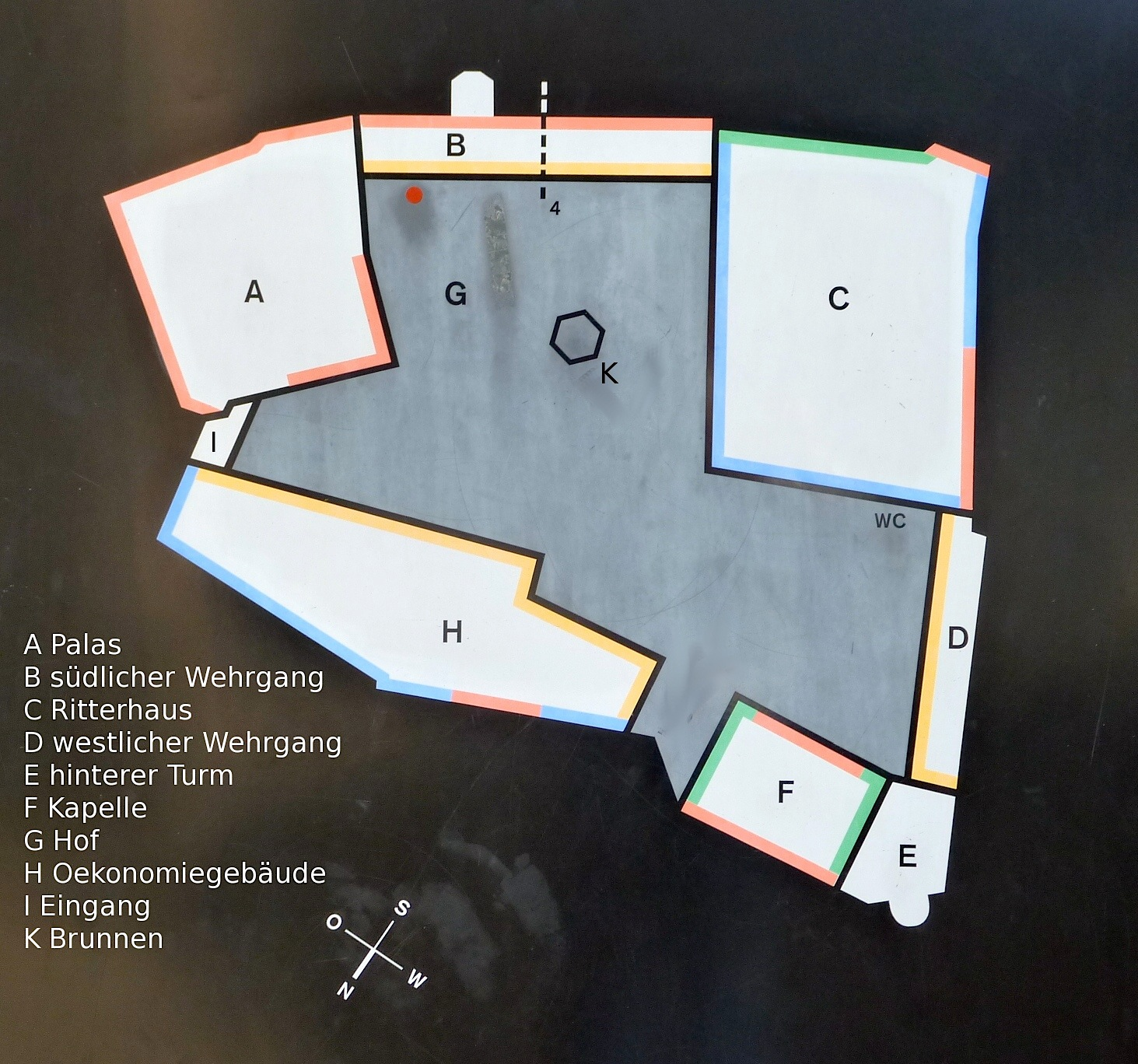
Plan du château, le nord est vers le bas gauche. A - Résidence ; B - Mur sud ; C - Hall des chevaliers ; D - Mur ouest ; E - Tour ; F - Chapelle ; G - Cour ; H - Grange et étable ; I - Entrée ; K - Puits

La première mention d'un bourg qui surplombe la Töss remonte à 1027. Nommé « Chuigeburg » (équivalent de Kühburg, soit « château des vaches »), le village devient le fief de Hartmann Ier von Dillingen (de) qui s'attribue le titre de « Comte de Kyburg ». La famille des Kybourg monte peu à peu en puissance en Suisse orientale et centrale. Le clan s'oppose aux Habsbourg et au comté de Savoie. Après la mort du dernier des Kyburg en 1264, le domaine revient à Rodolphe Ier du Saint-Empire de la famille des Habsbourg. 
Cette dernière s'intéresse aux territoires à l'est de la Suisse actuelle et veut étendre sa domination sur l'Autriche. Au XVe siècle, la ville de Zurich achète le comté et installe son bailli dans le château. Le bailliage continuera jusqu'en 1831, date à laquelle le château est vendu aux enchères. L'ouvrage est alors converti en un musée par Matthäus Pfau de Winterthour. En 1917, le canton de Zurich rachète le monument et le restaure. Depuis 1999, l'association Verein Museum Schloss Kyburgs s'occupe de préserver l'un des plus célèbres châteaux de Suisse orientale.

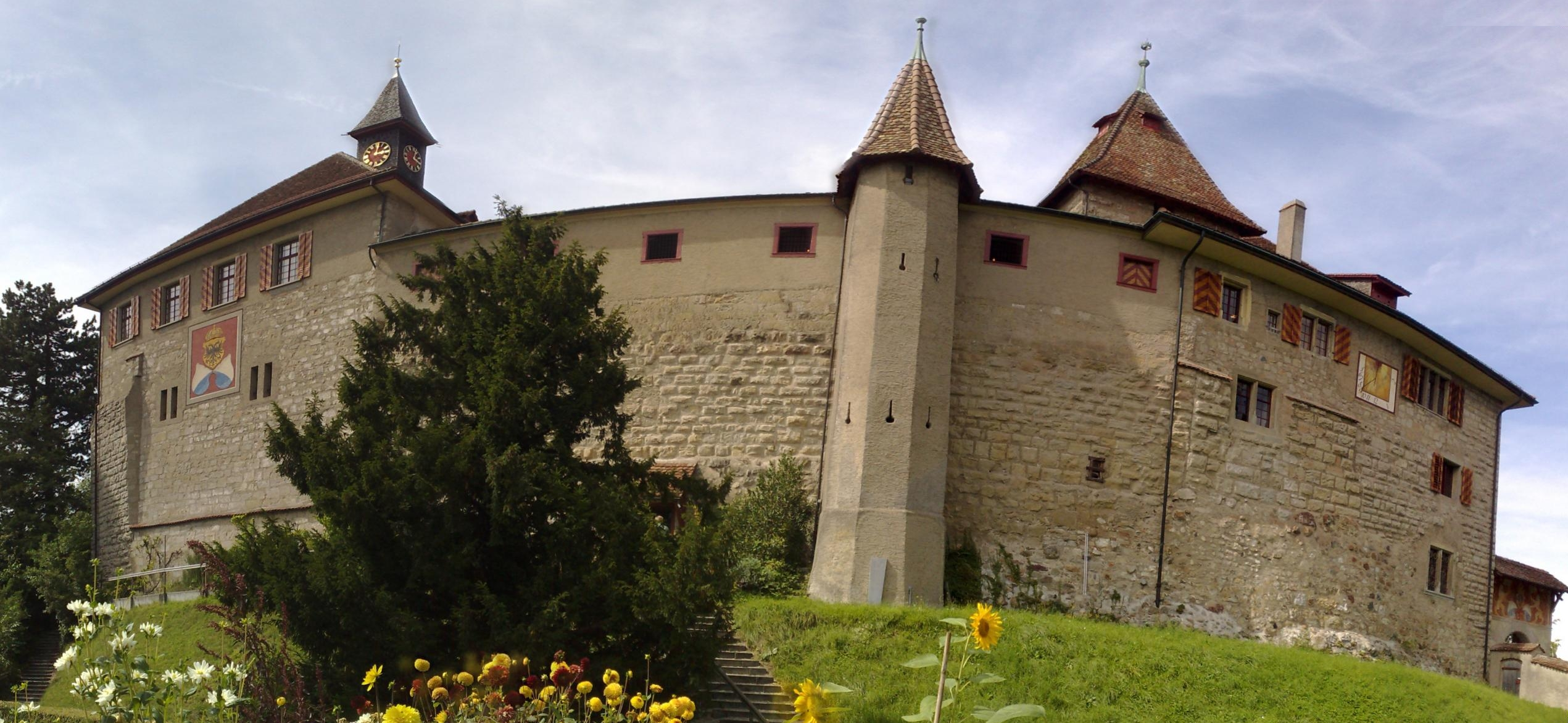
Vue panoramique du château de Kybourg

## Galerie

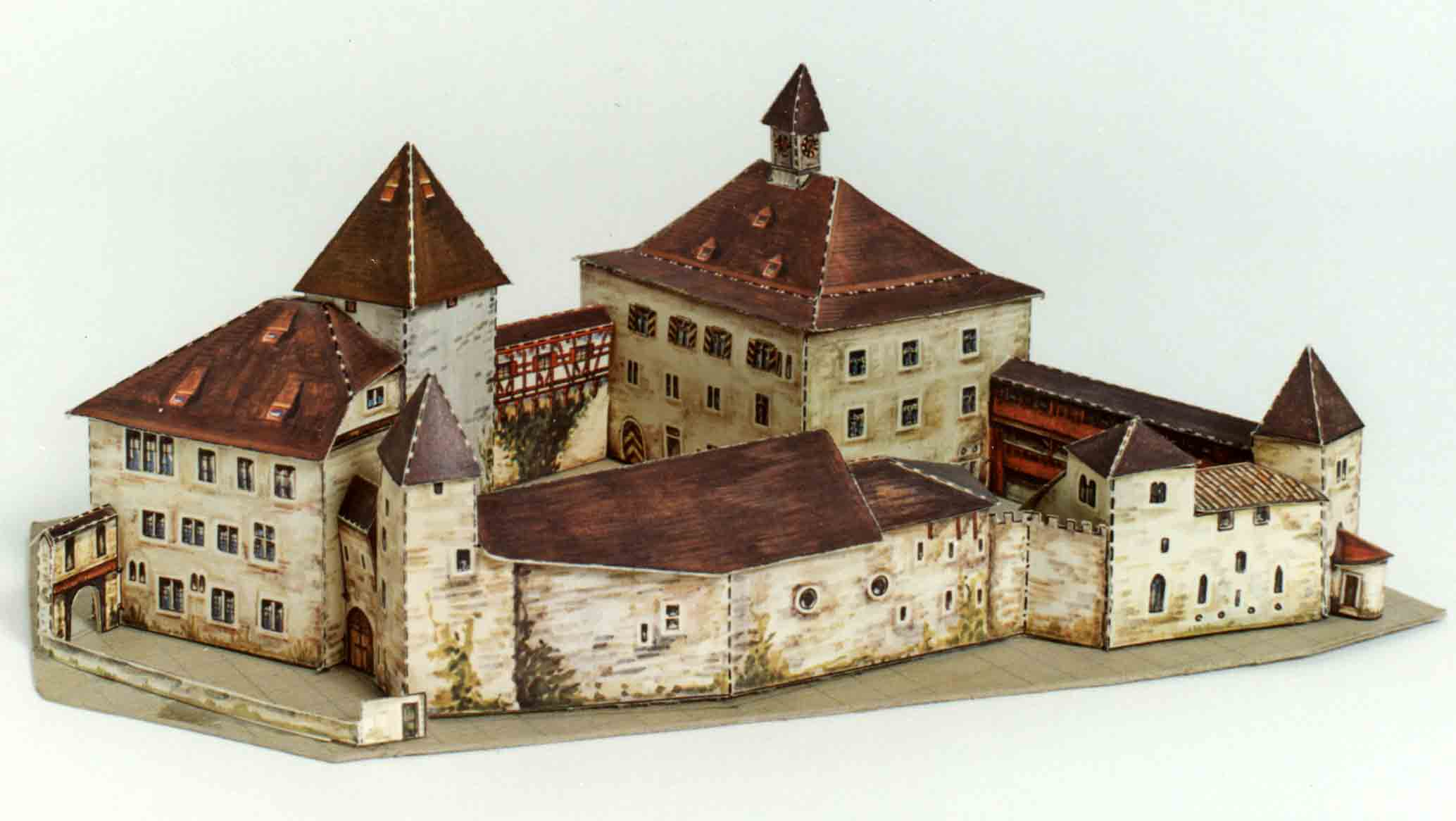
Maquette du château
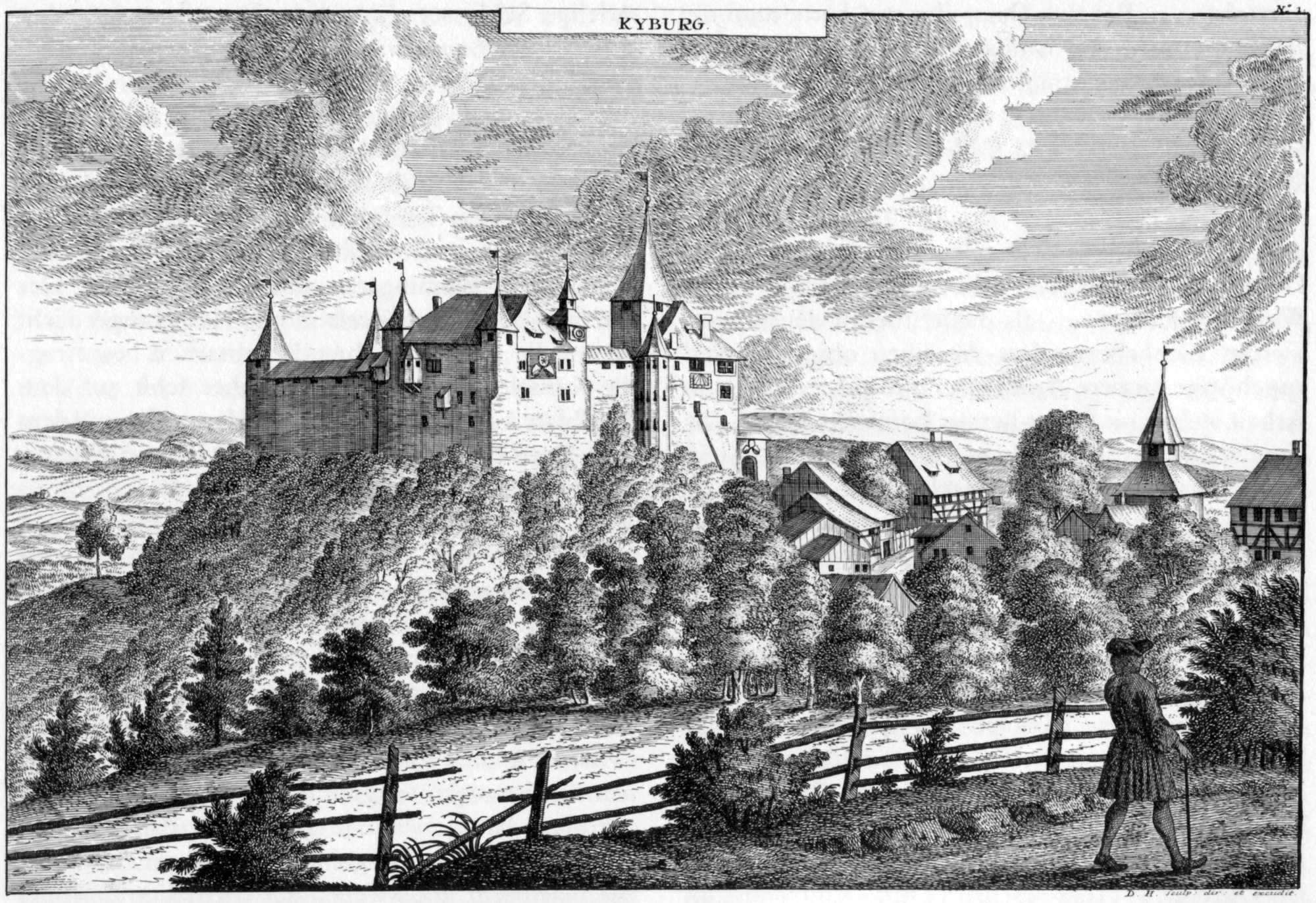
Kybourg en 1740
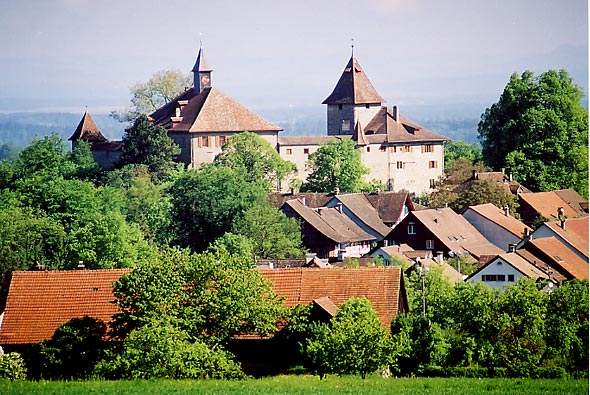
Vue générale
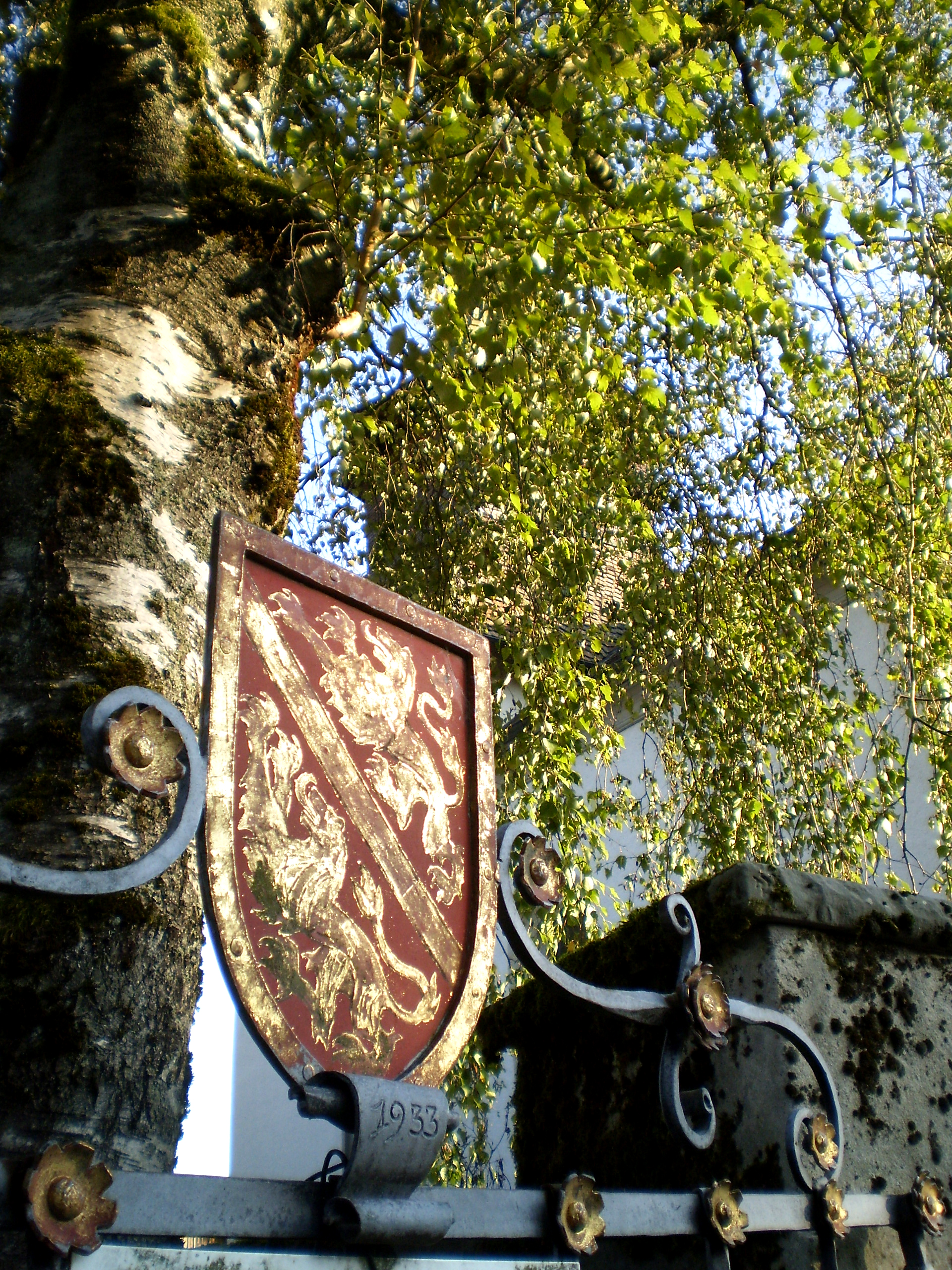
Armoiries
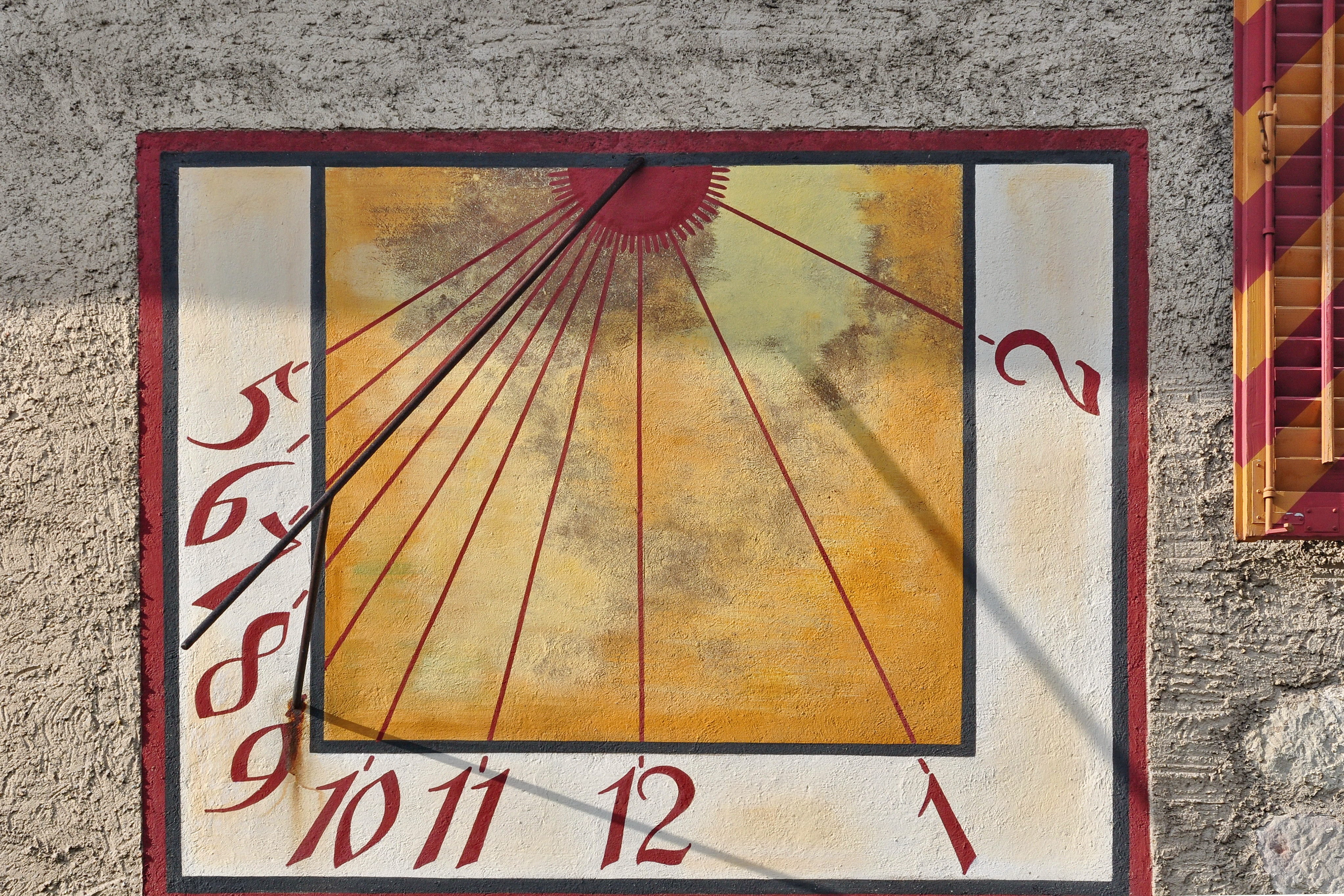
Cadran solaire